# NGC 2647
NGC 2647 este o galaxie eliptică situată în constelația Racul. A fost descoperită în 30 octombrie 1864 de către Albert Marth.